# Karl Sollak
Karl Sollak (* 27. Oktober 1956 in Wien) ist ein österreichischer Dirigent.

## Leben
Karl Sollak begann seine musikalische Laufbahn bei den Wiener Sängerknaben und studierte an der Wiener Musikhochschule Wiener Horn, Klavier und Dirigieren bei Hans Swarowsky.
Von 1979 bis 1991 war er Korrepetitor an der Wiener Staatsoper und assistierte Dirigenten wie Claudio Abbado, Lorin Maazel, Michel Plasson, Leonard Slatkin, Riccardo Muti sowie bei Schallplattenaufnahmen James Levine. Im Rahmen des Opernstudios der Staatsoper leitete er die österreichische Erstaufführung von Udo Zimmermanns Oper Weiße Rose im Wiener Künstlerhaustheater.
Er dirigierte Konzerte mit den Instrumentalisten Nelson Freire, Barbara Moser, Itzhak Perlman sowie den Sängern Mirella Freni, Renata Scotto, Anna Netrebko, José Carreras und Plácido Domingo.
1999 dirigierte Karl Sollak das Comeback-Konzert des Tenors Franco Bonisolli im Wiener Konzerthaus, dem Auftritte in Graz, Posen und Wien (Musikverein), zusammen mit Franz Grundheber folgten. Weiters leitete er Konzerte mit Cheryl Studer in Breslau, mit Luis Lima und Mara Zampieri in Paris, sowie mit Aga Mikolaj in den USA und Polen und dirigierte Konzerte im Wiener Musikverein. 2004 debütierte er an der Volksoper Wien, wo er Don Giovanni und La traviata dirigierte, 2005 in Oviedo und 2006 in Madrid.
1989 gab Sollak sein USA-Debüt mit dem Minnesota Orchestra. 1993 wurde er Chefdirigent des Puerto Rico Symphony Orchestra. 1997 dirigierte er das Gala-Konzert zu Ehren von Bürgermeister Rudy Giuliani (mit Mirella Freni und Plácido Domingo) in der New York City Opera. Bei seinen Auftritten in den USA und Kanada leitete Sollak Konzerte in New York (Avery Fisher Hall), Chicago, Milwaukee, Hartford, Cleveland, Pittsburgh und Philadelphia, auch zusammen mit Aga Mikolaj und Jerry Hadley, sowie in Montreal, Toronto und Calgary.
Sollak dirigierte von 1995 an ein Dutzend Konzerte mit Plácido Domingo. 1998 leitete er das Finalkonzert bei Plácido Domingos Gesangswettbewerb Operalia in Hamburg. Er debütierte im Juni 2000 in Japan, als er das vom Fernsehen übertragene „Millennium Konzert“ von Plácido Domingo in Tokyo dirigierte.
Karl Sollak dirigierte in den 1980er Jahren Ballettvorstellungen an der Wiener Staatsoper
und gastierte u. a. am Washington Opera House, der Finnischen Nationaloper und dem Tiroler Landestheater Innsbruck. Sein Opernrepertoire umfasst u. a. Fidelio, Ariadne auf Naxos, L’Italiana in Algeri, I Capuleti e i Montecchi, La Bohème, Tosca und Carmen. Er dirigierte Neuinszenierungen von La traviata an der Washington Opera, Fidelio an der Opera Ireland in Dublin. An der Prager Staatsoper leitete er eine neue Produktion von Don Giovanni und am Chattanooga Opera House (USA) Un ballo in maschera. An der Oper Teneriffa dirigierte er I Capuleti e i Montecchi.
Bei Festivals gastierte er beim „Prager Herbst“; dem „Festival Carcassonne“ in Frankreich; dem „Mozart Festival“ in Woodstock (Illinois), dem „Hoffmann Festival“ in Posen/Polen, bei Festivals in Soria (Spanien) und Palma de Mallorca. 2008 eröffnete Sollak mit zwei Konzerten das „Al Bustan Festival“ in Beirut und gastierte in Abu Dhabi, 2008 und 2009 in Madrid. Im selben Jahr dirigierte er in Beirut Werke von Hiba al Kawas, einer zeitgenössischen libanesischen Komponistin.

## Diskografie
Karl Sollak dirigierte das Münchner Rundfunkorchester für Radio-Aufnahmen mit Werken von Elgar, Strawinsky und Sibelius, eine Arienplatte mit Ljuba Kazarnovskaja in Moskau und eine Live-CD mit den Vier letzten Lieder von Richard Strauss mit Aga Mikolaj und dem Philharmonischen Orchester Győr. Er leitete auch eine CD-Produktion mit Plácido Domingo („Placido Domingo live in Seoul“) sowie einen Live-Mitschnitt mit Franco Bonisolli in Graz.